# Empheremyia leopoldiensis
Empheremyia leopoldiensis là một loài ruồi trong họ Tachinidae.